# Псевдотсуга тисолиста (Чернівці)
Псевдотсу́га тисоли́ста — ботанічна пам'ятка природи місцевого значення в Україні. Розташована в межах міста Чернівці, вулиця Буковинська, 4 (територія дитячої лікарні).
Площа 0,02 га. Статус надано згідно з рішенням виконавчого комітету Чернівецької обласної ради народних депутатів від 30 травня 1979 року № 198. Перебуває у віданні Міської дитячої клінічної лікарні № 1.
Статус надано з метою збереження групи дерев, серед яких — псевдотсуга тисолиста (Pseudotsuga menziesii) віком бл. 120 років. 